# Emil Luckhardt
Emil Konrad Luckhardt (* 1880 in Barmen; † 5. November 1914 in Flandern) war ein deutscher Bierbrauer und Gewerkschaftssekretär. 
Er übersetzte Die Internationale, das weltweit bekannteste Kampflied der Arbeiterbewegung (auch Hymne der Sowjetunion 1922–1944) 1910 ins Deutsche. Der Urtext der Übersetzung befindet sich im Engels-Haus in Wuppertal. Der ursprüngliche französische Text besteht aus sechs Strophen. Emil Luckhardts Version ist an den französischen Originaltext lediglich angelehnt und beschränkt sich auf die sinngemäße, dabei in der Radikalität etwas abgeschwächte und romantisierte Übersetzung der ersten drei Strophen des französischen Liedes.

## Leben
Luckhardt wurde 1880 als Sohn eines Arbeiters in Barmen geboren. Nach einer rudimentären Gymnasialbildung war er später Gewerkschafter. Er fiel am 5. November 1914, als er bei einem Artillerieangriff in Flandern verschüttet wurde.